# Katy Perry Live: Witness World Wide
Katy Perry Live: Witness World Wide fue una retransmisión en directo en YouTube de cuatro días de la cantante estadounidense Katy Perry que se emitió entre el 8 y el 12 de junio de 2017. El especial muestra a Perry viviendo en la casa estilo teatro Kim Sing con cámaras promocionando su quinto álbum de estudio, Witness. Comenzó el 8 de junio y concluyó con un concierto gratuito el 12 de junio en Los Ángeles.
La transmisión en directo mostró a Perry realizando actividades en la casa, incluyendo comer, jugar con sus perros y dormir, así como otros momentos que recibieron gran atención de los medios de comunicación. Durante una sesión de terapia de una hora de duración, Perry se mostró muy emotiva y habló de su vida, incluida su lucha contra el abuso del alcohol, su ideación suicida en el pasado y su relación con sus padres evangélicos. La retransmisión en directo generó más de 49 millones de visitas desde 190 países diferentes. Un especial entre bastidores de la retransmisión en directo titulado Will You Be My Witness? se estrenó en YouTube Red el 4 de octubre de 2017.

## Formato

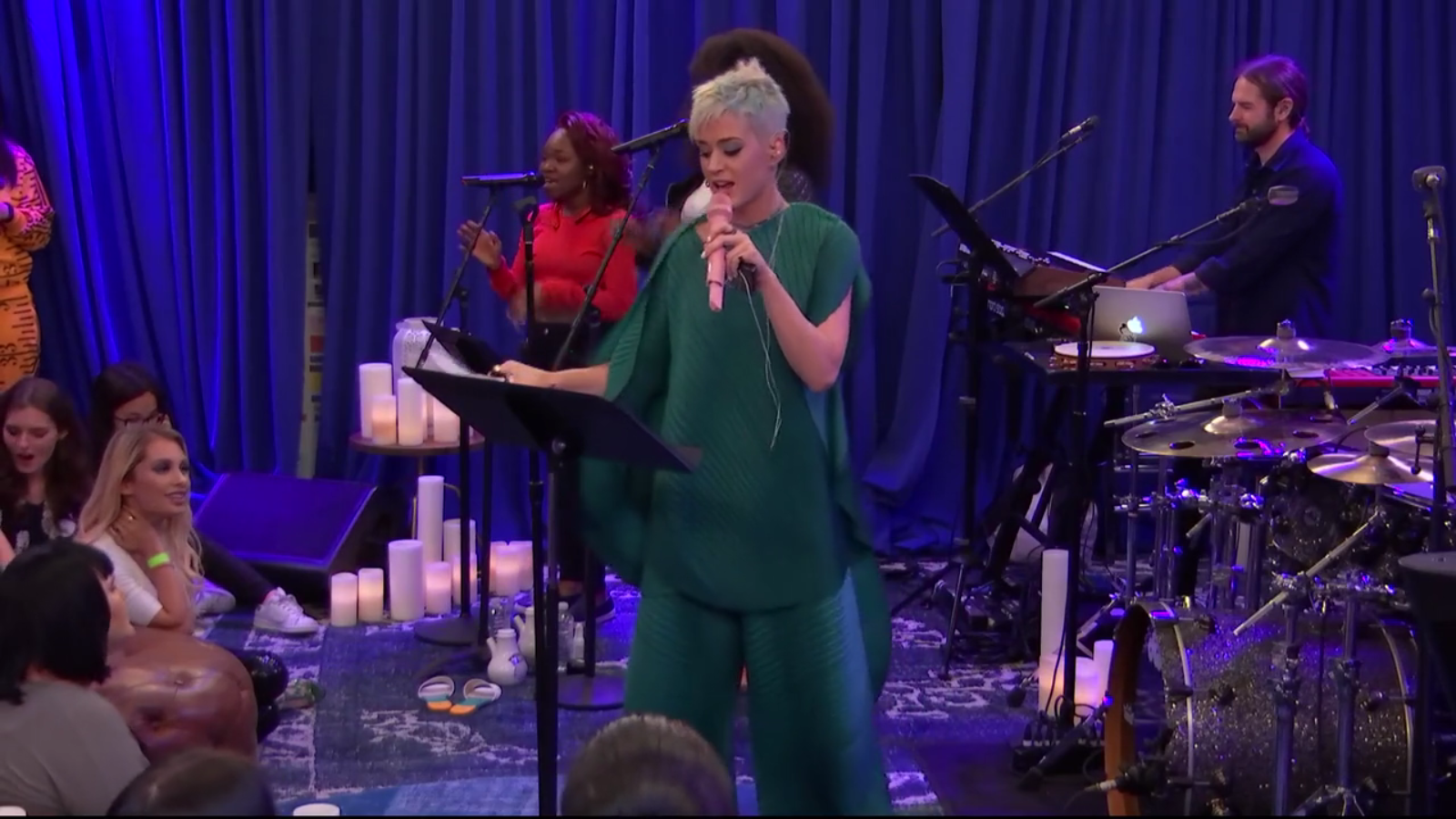
Perry con aficionados durante la transmisión

La retransmisión en directo se grabó en el Kim Sing Theatre que se montó para el evento, con 41 cámaras por todas partes y los ocupantes con micrófonos. Ha suscitado comparaciones con la franquicia de telerrealidad Gran Hermano, aunque no cuenta con los "confesionarios" típicos de la serie. Además de Perry realizando actividades cotidianas como dormir, meditar y jugar con su perro, Nugget, la emisión la capta pasando tiempo con sus amigos, concediendo entrevistas, organizando cenas y sometiéndose a terapia. También tiene previsto dar un concierto con canciones de su nuevo álbum, Witness, que salió a la venta el mismo día en que comenzó la emisión.

## Momentos destacados de la Transmisión

### Invitados
Perry fue la anfitriona de una gran lista de invitados famosos y celebró cenas cada noche durante las cuales ella y sus invitados debatieron sobre diversos temas, incluida la política.
El 9 de junio, Perry hizo yoga con Jesse Tyler Ferguson y organizó una cena con la directora de Mujer Maravilla Patty Jenkins, la actriz Anna Kendrick, la DJ Mia Moretti, la cantante australiana Sia y la estrella del burlesque Dita Von Teese..
El 10 de junio, Perry habló con el físico Neil deGrasse Tyson, y tuvo una sesión de cocina competitiva con el famoso chef Gordon Ramsay. También fue anfitriona de la personalidad televisiva RuPaul, jugando a charadas y habló de religión. La actriz y activista America Ferrera copresentó una cena.
El 11 de junio, el presentador James Corden pasó un rato con Perry y sus perros, y luego jugó a un juego del estilo verdad o reto, durante el cual le pidió que clasificara a sus antiguos amantes. El maquillador de YouTube Patrick Starr se encargó de maquillarla.
La noche del 11 de junio, Perry recibió a varios invitados, entre ellos la comediante Margaret Cho, la medallista de oro olímpica Caitlyn Jenner, el activista Van Jones, la comentarista política liberal Sally Kohn, la estratega republicana Ana Navarro, la animadora Amanda Seales y el DJ Yung Skeeter. También asistió la ganadora de un concurso llamada Laura. La cena se tornó rápidamente política, y Jenner, republicana de toda la vida, se vio obligada a defenderse como la única partidaria de Donald Trump.[cita requerida] La noche del 11 de junio, Perry vio el documental This is Everything: Gigi Gorgeous con la modelo canadiense Gigi Gorgeous (también conocida como Gigi Lazzarato), que documenta la transición de hombre a mujer de esta última.

### Entrevistas
Perry concedió varias entrevistas durante el livestream. El 10 de junio, Arianna Huffington habló con Perry para The Thrive Global Podcast. Entre los temas tratados estuvo su disputa con la también estrella del pop Taylor Swift, que comenzó con acusaciones de que Perry había "robado" bailarines de apoyo de la gira de Swift para su propia gira. Perry declaró que perdonaba a Swift y que lo sentía por su parte, y esperaba que pudieran dejarlo atrás. Perry dijo: "Tal vez no estoy de acuerdo con todo lo que ella hace y ella no está de acuerdo con todo lo que yo hago, pero sólo quiero, de verdad, unirnos en un lugar de amor y perdón y comprensión y compasión. ".
El 11 de junio, Perry grabó varios podcasts, entre ellos el de Michael Ian Black, quien entrevistó a Perry para su podcast, How To Be Amazing with Michael Ian Black. Perry también habló con el activista por los derechos civiles DeRay Mckesson, presentador de Pod Save the People, en el que abordó las acusaciones pasadas contra ella de apropiación cultural. Perry declaró que se arrepentía de haber llevado trenzas en su vídeo musical para "This Is How We Do" (2014), tras lo cual recibió críticas que la llevaron a preguntar a un amigo negro por qué había molestado a tanta gente. Perry le dijo a Mckesson: "[Cleo] me habló del poder del pelo de las mujeres negras, de lo hermoso que es y de la lucha. Yo escuché. Y oí. Y no lo sabía. Y nunca entenderé algunas de esas cosas por ser quien soy; nunca lo entenderé, pero puedo educarme a mí misma, y eso es lo que intento hacer por el camino." En respuesta a la entrevista, Perry recibió algunos agradecimientos por sus disculpas, mientras que otros la criticaron por no emplear a un personal más diverso.
En la misma entrevista, Perry también abordó su actuación en los 2013 American Music Awards, que contó con un tema japonés de "geisha": "Incluso en mi intención de apreciar la cultura japonesa, lo hice mal con una actuación, y no supe que lo hice mal hasta que escuché a la gente decir que lo hice mal."

### Sesión de terapia
El 9 de junio, Perry se sometió a una sesión de terapia con la psicóloga Siri Sat Nam Singh, presentadora de la serie de Viceland The Therapist. La sesión atrajo la atención de los medios de comunicación, ya que Perry se emocionó mucho al hablar de momentos dolorosos de su vida, como su lucha contra la depresión y sus pensamientos suicidas. Habló de la vergüenza que sentía por ese periodo de su vida, que tuvo lugar tras su divorcio de Russell Brand en 2012, y que la llevó a escribir la canción "By the Grace of God" en 2013. Cuando Perry se derrumbó emocionalmente, un miembro de su entorno le sugirió que terminara la sesión, pero ella se negó. También abordó su sexualidad y las razones por las que hizo pública su disputa con Taylor Swift.
Perry, que nació como Katheryn Hudson, habló sobre su personaje de estrella del pop, diciendo que "la fantasía de Katheryn entró en Katy e hizo esta personalidad más grande que la vida", y compartió que su nuevo corte de pelo muy corto era porque ella "no quería parecer Katy Perry nunca más." 

## Recepción
Perry recibió respuestas mixtas de la crítica por Witness World Wide. Joey Pucino, de The Sydney Morning Herald, lo calificó de "extraño truco publicitario"." La periodista Amanda Petrusich lo calificó de "tedioso" y calificó su crisis terapéutica de "premeditada", escribiendo en The New Yorker, "Cada momento de Witness Worldwide que vi se sentía pesado con la intención promocional, y bajo en espontaneidad o franqueza -que es también lo que hace que el álbum en sí sea un slog. "
Otros aplaudieron su honestidad. En el Australian Daily Telegraph, Sarah Daffy elogió a Perry y rechazó a sus críticos. Daffy abordó la realidad de la salud mental y el suicidio en Australia, y señaló que los famosos que comparten sus propias luchas pueden tener un impacto significativo en el público. [Perry] ha cometido un delito célebre, el más profundo y sucio de todos: ha elegido ser sincera...". Para mí, esto ha sido lo más responsable, emocionalmente inteligente y maduro que ha hecho en los últimos cuatro días..... Estoy feliz de que la próxima vez que tenga un día de lucha contra las inseguridades y de poner cantidades ridículas de presión sobre mí misma, pueda admirar a Katheryn Hudson, que decidió dejar de lado a Katy Perry por un breve momento para exponer toda una vida de verdad. Para mí es refrescante que Katheryn no tenga las cosas tan claras y que haya dado a miles de millones de personas de todo el mundo la oportunidad de sentirse bien por no tener las cosas claras también, aunque sólo sea por un momento"." Tras el evento, Daniel D'Addario de la revista Time nombró la retransmisión en directo entre Los 10 mejores programas de televisión de 2017.